# 赤い絆
『赤い絆』（あかいきずな）は、1977年12月2日から1978年6月9日にTBS系列で放送されたテレビドラマ。TBSと大映テレビの共同制作による「赤いシリーズ」第6弾。平均視聴率29.5%、最高視聴率は32.4%を記録した。
なお、この作品を最後に山口百恵は「赤いシリーズ」のレギュラー放送から卒業。次の出演は、引退記念として1980年11月に放送された第10弾『赤い死線』（全2話のテレビスペシャル）となった。また、同作でシリーズは終了した。

## 概要
「赤線（売春街）で産まれた娘」という出生の秘密を知った女性が、偏見にさらされ過酷な運命に翻弄され、実父の復讐の手伝いをさせられながらも、愛を成就させ、実母の家庭や嫁ぎ先の家庭に幸福をもたらし、実父の心にも救いを与えるというストーリー展開である。
本作では、山口百恵演じる主人公・小島恵子（通り名は「おケイ」）は、いきなり不良少女として登場し、仲間2人を連れ、筋の通らないことは嫌っているものの、そのためには男の不良グループとの喧嘩も辞さないという出だしであった。
前々作の『赤い衝撃』までは、百恵の演じる少女（『-衝撃』までは高校生役）は中流家庭以上の家庭に育つか、あるいは孤児の場合でも実の親が中流以上という家庭環境であり、お嬢様育ちかそれに準ずる品のいい少女として描かれていた（前作『赤い激流』を含めても）が、本作では不良化している時点から始まっており、過去の役柄と完全に違うキャラクターとして始動した。
ただし、のちに「養女と知りつつも、養父母と義理の妹の4人家族で、つましいながらも幸せに暮らしていた」という過去も明らかになる。彼女が道を外したのが「売春婦の娘」という事実で、その時点までは過去のキャラクターとのイメージに近い性格だった。
本作では、実母・実父とも運命に翻弄されており、その結果、実父は復讐を計画。そのために実子である主人公を利用するという部分が基幹となっている。
実母・志津子の過去は、旧日本海軍の将校・久保康夫の娘でありながら、東京大空襲で戦災孤児となり赤線に身を置いた、というものである。第1話の段階では、大手海運会社「吉川海運」の社長夫人（後妻）に収まっており、前妻の娘・吉川真砂子が外務省に勤める志摩信夫と婚約していたが、偶然から信夫と恵子が出会い、お互いに惹かれあうも、実子と知らぬ志津子は恵子を邪魔者として冷ややかな態度を取っていた。後に恵子が実子と分かるや、実子と吉川家の板ばさみに苦しめられる。一方、この構図は恵子も同じで、清川の思惑、吉川家と志摩家の確執などに苦しめられていた。
終盤では、志津子は生き別れの母・久保貞子、そして父・康夫とも再会するものの、母は事故死、本人は病死という悲劇が待っていた。

### ストーリー
生みの母親が娼婦であったことを知って養父母の家を出た恵子は、ある日ひとりの青年（志摩信夫）と出会い、恋に落ちる。しかし、外交官の信夫には婚約者がいた。それは恵子の母親・志津子が後妻として嫁いだ吉川総一朗の娘・真砂子だった…。
そこからは、志摩家、吉川家、父の仇であり志津子を奪った吉川への復讐に燃える清川、そして恵子らの複雑な人間模様が繰り広げられる。志津子の赤線の過去を握り、恵子を養女にした上で志摩信夫と結婚させた清川により、通産省の局長・志摩邦夫は取り込まれ、吉川海運は破産への瀬戸際まで追い詰められる。清川の復讐は完成したかにみえた。
そんな折、戦時中、志摩邦夫の外交官だった父親に殺害されたはずの久保康夫が出現する。志摩家への復讐心を隠そうともしない久保をもってして、吉川は邦夫に行政指導により吉川海運に仕事を発注させ、破産の瀬戸際を逃れることができた。対して清川は邦夫に行政指導を撤回させようとするが…。こうした復讐心や愛憎渦巻く人間模様のなか、恵子、そして彼女や志摩家の命運に真っ直ぐに向き合う信夫らは、志摩家、吉川家、清川、そして久保らそれぞれの心を溶解させ、2人して信夫の任地であるフランスのパリへと旅立っていった。

## キャスト
- 小島（渋谷）恵子：山口百恵 - 「赤線で産まれた女」と知り、保母学校を辞め家出をし渋谷に屯す不良になる。彷徨く「渋谷」を名乗る。
- 志摩信夫：国広富之 - 外務省に勤める若手外交官
- 吉川真砂子：岡まゆみ - 信夫の婚約者で総一郎と前妻の子
- 吉川洋一：長谷川諭 - 家出をし、渋谷の愚連隊に入り恵子を刃物で狙うが、愚連隊に暴行されているところを信夫と恵子に助けられる。総一郎の子
- 吉川総一郎：井川比佐志 - 吉川海運社長
- 吉川志津子：左幸子 - 総一郎の後妻で、真砂子の義母かつ恵子と洋一の実母。赤線の過去がある。強請られたり清川に翻弄される。
- 志摩邦夫：鈴木瑞穂 - 通産省の局長、信夫の父
- 志摩登喜：真屋順子 - 華族の出、信夫の母
- 志摩佐智子：夏純子 - パリ帰りの信夫の姉。ブティックを営む。
- 若杉：石橋正次 - 吉川海運の航海士。佐智子と親しくなる。
- 松崎：大石悟郎 - 同上。妻の治療費をネタに清川の手先となる。
- 大沼：藤木敬士 - 吉川海運の総一郎の腹心の部下
- 大竹甲板長：安部徹 - 吉川海運の航海士。吉川海運の船が清川の策謀で事故を起こした時、社長の総一郎に虚偽の証言を強要されるが断る。
- 久保貞子：小夜福子 - 志津子の実母
- 久保康夫：宮口精二 - 志津子の実父。戦時中、志摩邦夫の父親らに殺害されたはずだった。
- 小島泰三：小林昭二 - 恵子の養父
- 小島よね：園佳也子 - 恵子の養母
- 小島明子：斉藤友子 - 恵子の義妹
- ジュンコ：舛田紀子 - 恵子の渋谷の不良少女仲間
- エミ：山本百合子 - 同上
- 高梨三郎：夏夕介 - 渋谷を縄張りにする愚連隊のリーダー。清川の足になる。
- 清川健夫：高橋昌也 - 吉川海運のライバル社新日本海運の専務。恵子が自身と志津子との間の実子だと知るも、狡猾で志津子の過去をネタに吉川海運に揺さぶりをかける。
- 萩野克巳：石立鉄男 - みどり幼稚園の園長、経営者。恵子の良き理解者
- ナレーション：城達也

## スタッフ・主題歌
- プロデューサー：春日千春、野添和子、山本典助(TBS)
- 脚本：佐々木守、長野洋、今井詔二
- 助監督：岡本弘、北西洋一
- 監督：富本壮吉、野村孝、降旗康男、岡本弘
- 音楽：菊池俊輔
- タイトル：デン・フィルム・エフェクト
- 制作：大映テレビ、TBS
- 主題歌：「赤い絆（レッド・センセーション）」（歌：山口百恵、作詞：松本隆、作曲：平尾昌晃）

## サブタイトル
| 話数 | 放送日        | サブタイトル               | 脚本               | 監督     | 視聴率 |
| ---- | ------------- | -------------------------- | ------------------ | -------- | ------ |
| 1    | 1977年12月2日 | 雨の朝のめぐり逢い         | 佐々木守           | 富本壮吉 | 31.2%  |
| 2    | 12月9日       | 秘められた過去             | 佐々木守           | 野村孝   | 29.3%  |
| 3    | 12月16日      | 鉄格子の彼方へ             | 佐々木守           | 富本壮吉 | 27.6%  |
| 4    | 12月23日      | あなたの愛をありがとう     | 長野洋             | 降旗康男 | 28.1%  |
| 5    | 12月30日      | 判決下る！愛と憎しみの中で | 長野洋             | 富本壮吉 | 26.5%  |
| 6    | 1978年1月6日  | 禁じられた愛に燃えた       | 佐々木守、今井詔二 | 富本壮吉 | 27.8%  |
| 7    | 1月13日       | 雪の日の衝撃               | 佐々木守           | 降旗康男 | 28.9%  |
| 8    | 1月20日       | 砂の上のしあわせ           | 佐々木守、今井詔二 | 富本壮吉 | 32.4%  |
| 9    | 1月27日       | 私は母の愛の証し           | 長野洋             | 降旗康男 | 31.2%  |
| 10   | 2月3日        | 開かれる謎の扉             | 長野洋、今井詔二   | 富本壮吉 | 31.3%  |
| 11   | 2月10日       | その人の名は言えない       | 佐々木守、今井詔二 | 野村孝   | 29.9%  |
| 12   | 2月17日       | ふたりだけの結婚           | 佐々木守、今井詔二 | 富本壮吉 | 29.2%  |
| 13   | 2月24日       | 引き裂かれた二人の夜       | 佐々木守、今井詔二 | 降旗康男 | 28.0%  |
| 14   | 3月3日        | あなたのために耐えぬきます | 今井詔二           | 野村孝   | 29.4%  |
| 15   | 3月10日       | 二人で進もう茨の道を       | 長野洋             | 富本壮吉 | 27.1%  |
| 16   | 3月17日       | 偽りの華燭                 | 佐々木守、今井詔二 | 野村孝   | 28.5%  |
| 17   | 3月24日       | 父と母のいまわしい過去     | 佐々木守           | 富本壮吉 | 28.6%  |
| 18   | 3月31日       | 母よ！ただ一人の母よ       | 佐々木守           | 野村孝   | 29.5%  |
| 19   | 4月7日        | 憎むべき男、その人は父！   | 佐々木守           | 富本壮吉 | 29.9%  |
| 20   | 4月14日       | 春の朝、海に消えた         | 佐々木守、今井詔二 | 野村孝   | 31.5%  |
| 21   | 4月21日       | 巡りあった老婆の秘密       | 長野洋、今井詔二   | 富本壮吉 | 30.1%  |
| 22   | 4月28日       | 消えた家系が今よみがえる   | 長野洋、今井詔二   | 野村孝   | 29.0%  |
| 23   | 5月5日        | 運命の祖母・母・娘         | 今井詔二           | 岡本弘   | 29.7%  |
| 24   | 5月12日       | 闇からの声が私を呼んだ     | 佐々木守           | 野村孝   | 31.2%  |
| 25   | 5月19日       | 暗い海に叫ぶ老船員         | 佐々木守、今井詔二 | 富本壮吉 | 31.0%  |
| 26   | 5月26日       | 二人を引き裂く新たな復讐！ | 長野洋、今井詔二   | 岡本弘   | 30.7%  |
| 27   | 6月2日        | 復讐の矢は弦を放れた       | 佐々木守           | 野村孝   | 28.0%  |
| 28   | 6月9日        | 若き絆の旅立ち             | 佐々木守           | 富本壮吉 | 31.1%  |
|      | 6月16日       | 総集編・聖家族             |                    |          | 24.7%  |

## 主なロケ地
- 渋谷界隈 - ハチ公前広場、山手線沿いなど
- 円山町 (渋谷区) - 恵子のアパート
- 神宮球場アーケード
- 国立霞ヶ丘競技場バックスタンド
- 迎賓館赤坂離宮前公園
- 代々木公園
- 東郷幼稚園（神宮前の東郷神社境内）
- フロム・ファーストビル（南青山） - 佐智子のブティック
- 旧ホテルパシフィック東京（高輪）
- 霞が関 - 外務省、東京地裁、日比谷公園
- 五番町 (千代田区) - 志摩邸